# Trambulina Harghita
Die Trambulina Harghita ist eine Skisprungschanze der Kategorie HS 76 (K 70) im rumänischen Ort Valea Strâmbă im Kreis Harghita, welche heutzutage außer Betrieb ist. Die Schanze war mit ihren Konstruktionspunkt von 70 Metern die ehemals zweitgrößte Schanze von Rumänien.

## Wettbewerbe
Auf der Trambulina Harghita wurde acht Mal die rumänische Meisterschaft im Skispringen ausgetragen. Die erste rumänische Meisterschaft wurde im Jahr 1983 in Valea Strâmbă ausgetragen und die letzte Meisterschaft im Jahr 2006.
Im Jahr 1983 konnte Lorincz Balint konnte die erste rumänische Meisterschaft auf dieser 70-Meter-Schanze für sich entscheiden. In den Jahren von 1996 bis 1998 konnte Florin Spulber dreimal die rumänische Meisterschaft auf dieser Schanze gewinnen. Die rumänische Meisterschaft 2001 konnte Mihai Pepene auf der Trambulina Harghita für sich entscheiden. Zwei Jahre später konnte Csaba Magdo auf derselben Schanze die rumänische Meisterschaft gewinnen. Nochmals zwei Jahre später konnte Andrei Balazs die rumänische Meisterschaft im Skispringen gewinnen. Auch die letzte rumänische Meisterschaft im Skispringen auf dieser Schanze konnte Andrei Balazsch für sich entscheiden.
In den Jahren 1996, 1997, 2001, 2003 und 2005 fand zusätzlich zu dem Einzelspringen der Männer ein Teamwettbewerb statt. Alle diese Springen konnte der Heimatverein CS Dinamo Brașov für sich entscheiden.